# LAN Box
LanBoxUSA es un servicio que permite a los usuarios, principalmente de Internet, realizar compras en tiendas de los Estados Unidos. 
Una vez que el usuario se suscribe al servicio, se le proporcionará una dirección física con sede en Miami, Florida, la cual puede utilizar en las tiendas virtuales como dirección de entrega de las mercancías. Al recibir productos en su dirección LanBox, LanBoxUSA se ocupará del despacho aéreo internacional, internación aduanera y distribución hasta la entrega en el domicilio del solicitante.
El servicio está dirigido principalmente al público latinoamericano de: Argentina, Bolivia, Brasil, Chile, Colombia, Costa Rica, Ecuador, El Salvador, España, Guatemala, Honduras, México, Nicaragua, Panamá, Paraguay, Perú, República Dominicana, Uruguay, y Venezuela.
Recientemente la compañía fue vendida al empresario Paul Gartlan.